# Třída G 148
Třída G 148 byla třída torpédoborců německé Kaiserliche Marine z období první světové války. Celkem byly rozestavěny čtyři jednotky této třídy. Do konce války nebyla dokončena žádná. Po válce byly sešrotovány.

## Stavba
Celkem byly objednány čtyři jednotky této třídy. Konstrukčně byly příbuzné torpédoborci SMS G 96 a třídě H 145. Roku 1917 byly v loděnici Germaniawerft v Kielu rozestavěny tři jednotky a čtvrtá byla rozestavěna v loděnici Kaiserliche Werft Wilhelmshaven ve Wilhelmshavenu. Ani jedno plavidlo nebylo spuštěno na vodu. Po válce byly sešrotovány.
Jednotky třídy G 148:
| Jméno  | Loděnice                        | Zahájení stavby | Spuštění na vodu | Zařazena do služby | Status                  |
| ------ | ------------------------------- | --------------- | ---------------- | ------------------ | ----------------------- |
| G 148  | Germaniawerft                   | 1917            | –                | –                  | Nedokončen, sešrotován. |
| G 149  | Germaniawerft                   | 1917            | –                | –                  | Nedokončen, sešrotován. |
| G 150  | Germaniawerft                   | 1917            | –                | –                  | Nedokončen, sešrotován. |
| Ww 151 | Kaiserliche Werft Wilhelmshaven | 1917            | –                | –                  | Nedokončen, sešrotován. |

## Konstrukce
Hlavní výzbroj představovaly tři 150mm/42 kanóny Utof L/45 C/16 a šest 500mm torpédometů se zásobou osmi torpéd. Byly to dva dvojité a dva jednohlavňové torpédomety. Dále bylo neseno až čtyřicet námořních min. Pohonný systém dosahoval výkonu 24 500 hp. Tvořily jej tři kotle Marine, jedna sada parních turbín pro plavby cestovní rychlostí, pohánějící jeden lodní šroub a dvě sady turbín Germania, roztáčející oba šrouby. Nejvyšší rychlost dosahovala 32,5 uzlu. Dosah byl 2170 námořních mil při rychlosti sedmnáct uzlů.